# Hendrik Antoon Lorentz

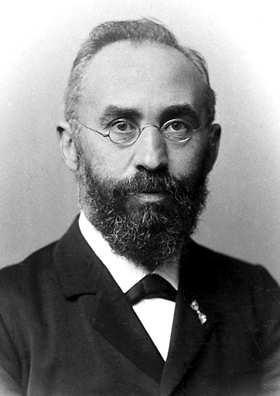
Hendrik Antoon Lorentz (1902)

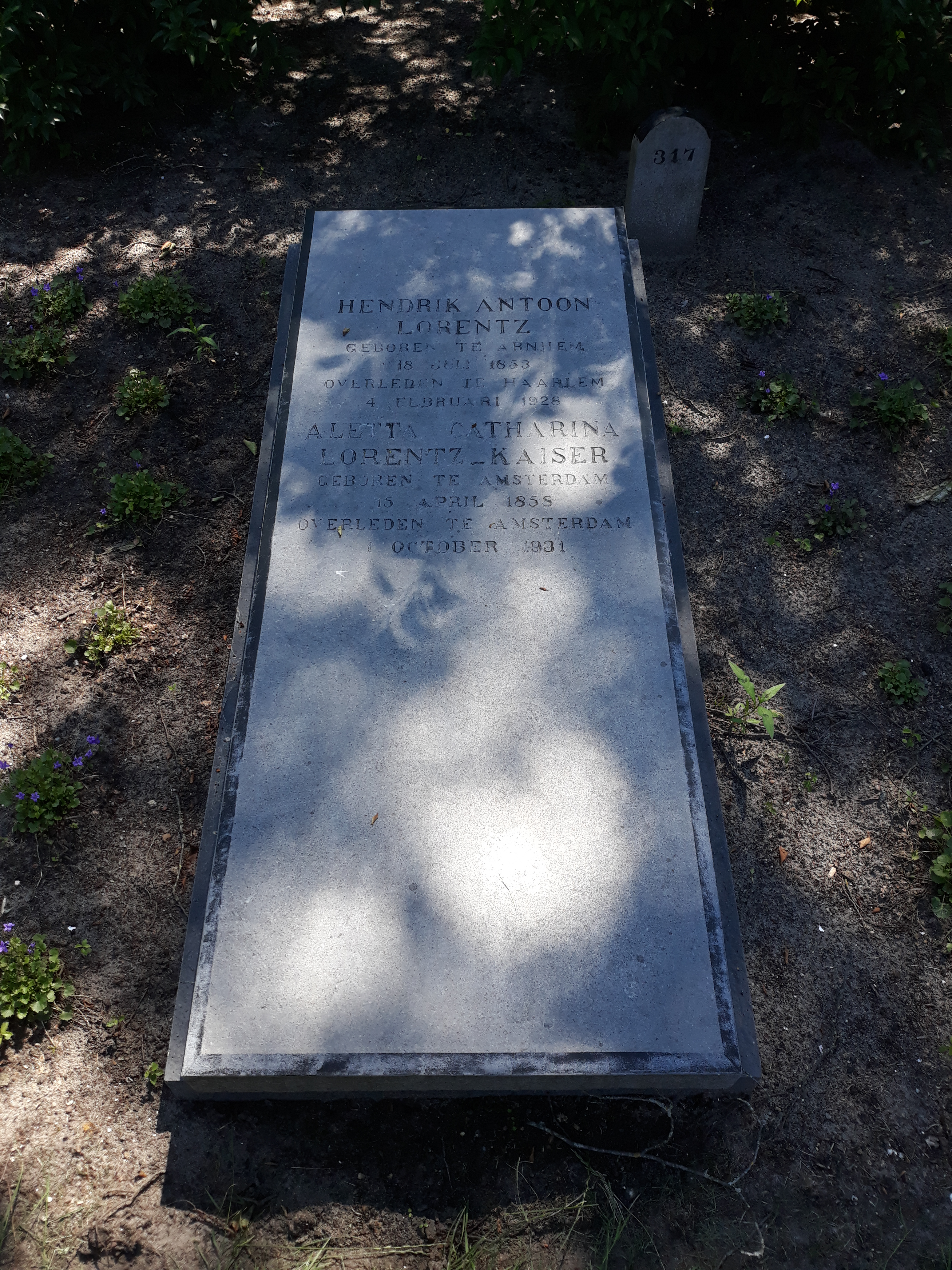
Das Grab von Hendrik Antoon Lorentz und seiner Ehefrau Aletta auf dem Friedhof Kleverlaan in Haarlem

Hendrik Antoon Lorentz (* 18. Juli 1853 in Arnhem; † 4. Februar 1928 in Haarlem) war ein niederländischer theoretischer  Physiker, der 1902 mit dem Nobelpreis ausgezeichnet wurde. Lorentz legte mit seinen Untersuchungen zur Elektrodynamik bewegter Körper die Grundlagen und Vorläufertheorien, auf denen die spezielle Relativitätstheorie Albert Einsteins aufgebaut wurde. Begriffe wie Lorentz-Kraft und Lorentz-Transformation wurden nach ihm benannt.
Aufgrund der Ähnlichkeit des Namens wird er in Fragen der Benennung häufig mit dem dänischen Physiker Ludvig Lorenz verwechselt, nach dem beispielsweise die Lorenz-Eichung und die Lorenz-Mie-Theorie benannt wurden. Der Lorenz-Attraktor ist nach dem amerikanischen Meteorologen Edward N. Lorenz benannt.

## Leben
Hendrik Antoon Lorentz wurde am 18. Juli 1853 als Sohn von Gerrit Frederik Lorentz, einem wohlhabenden Gärtner, und Geertruida van Ginkel in Arnheim geboren. Nach dem frühen Tod seiner Mutter heiratete sein Vater 1862 Luberta Hupkes. Hendrik Antoon Lorentz war auf der Schule stets Klassenbester, neigte zur Beschäftigung mit Mathematik und Physik, lernte aber auch leicht Sprachen. Obwohl protestantisch erzogen, war er schon als Jugendlicher ein Freigeist. Er ging 1870 an die Universität Leiden, wo Frederik Kaiser sein Lehrer in theoretischer Astronomie war und Pieter Leonard Rijke in Physik, und  schloss im November 1871 seine Studien in Mathematik und Physik mit dem Kandidatenexamen ab (entsprechend einem Bachelor-Abschluss). 1872 kehrte er wieder in seine Heimatstadt zurück. Dort fand er eine Anstellung als Lehrer für Abendkurse an der Oberschule, die er besucht hatte. Während dieser Zeit fertigte er seine Doktorarbeit über Beugung und Brechung von Licht an und promovierte 1875 im Alter von 22 Jahren. Er besetzte 1878 als Professor für theoretische Physik einen eigens für ihn eingerichteten Lehrstuhl an der Universität Leiden, der er Zeit seines Lebens treu blieb. 1899/1900 amtierte er als Rektor der Universität.
Zwischen Lorentz und dem Göttinger Physiker Emil Wiechert bestand eine jahrelange Freundschaft. Lorentz hat Wiechert in mehreren Briefen die Entwicklung des Relativitätsprinzips erläutert und damit einen wichtigen Beitrag zur Geschichte der einsteinschen Theorie geliefert. Der Briefwechsel zwischen Lorentz und Wiechert wurde von Wilfried Schröder in Arch. hist. ex. Sci 1984 veröffentlicht.
Lorentz heiratete 1881 Aletta Catharina Kaiser, deren Vater Johann Wilhelm Kaiser (1813–1900) Professor an der Akademie der Schönen Künste und Direktor des Rijksmuseums in Amsterdam war. Sie hatten zwei Töchter und einen Sohn. Seine älteste Tochter Geertruida Luberta Lorentz studierte ebenfalls Physik und war mit Wander Johannes de Haas verheiratet.

## Leistungen

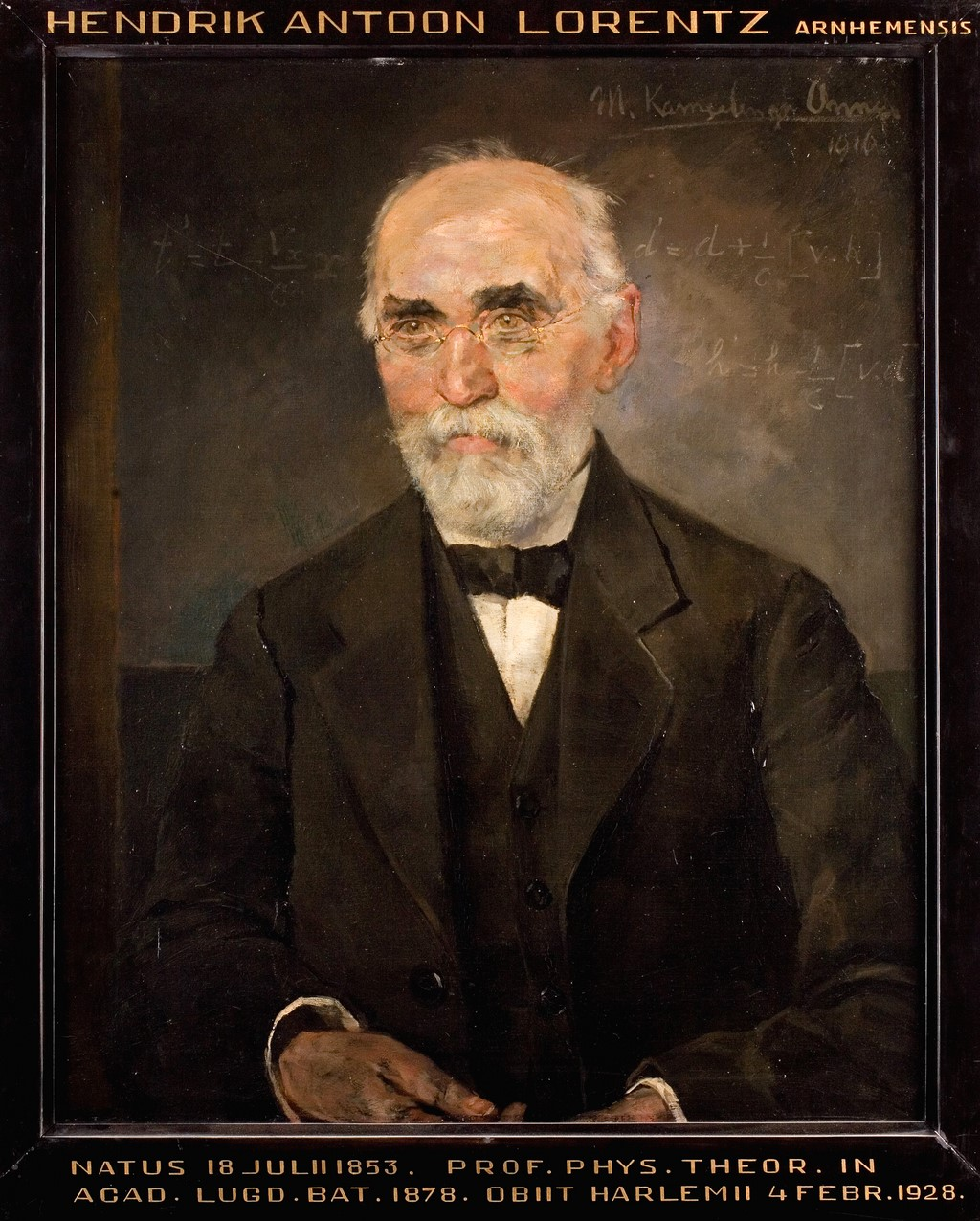
Hendrik Antoon Lorentz, gemalt von Menso Kamerlingh Onnes (1916)

Hendrik Antoon Lorentz gilt als führende Persönlichkeit der theoretischen Physik seiner Zeit, der die elektromagnetische Theorie des Lichtes sowie die Elektronentheorie der Materie entwickelte und auch eine widerspruchsfreie Theorie der Elektrizität, des Magnetismus und des Lichts formulierte.
Er beschäftigte sich schon zu Beginn seines wissenschaftlichen Schaffens mit der Erweiterung der maxwellschen Theorie der Elektrizität und des Lichts. So führte er bereits in seiner Doktorarbeit neue Konzepte ein und seine weiteren Arbeiten auf diesem Gebiet revolutionierten die Vorstellungen von der Natur der Materie. 1878 veröffentlichte er eine Untersuchung über den Zusammenhang der Geschwindigkeit des Lichts und der Dichte und Zusammensetzung des Durchgangsmediums.
Ein Schwerpunkt von Lorentz’ Arbeit war die Bewegung elektrisch geladener Teilchen. So postulierte er das Konzept des Elektrons als Träger elektrischer Ladung und konnte damit das Verhalten des Lichts beim Durchgang durch transparente Körper erklären.
Für die Erklärung des Zeeman-Effekts teilten sich Lorentz und der niederländische Physiker Pieter Zeeman 1902 den Nobelpreis für Physik als Anerkennung „des außerordentlichen Verdienstes, das sie sich durch ihre Untersuchungen über den Einfluss des Magnetismus auf die Strahlungsphänomene erworben haben“ und ihrer „bahnbrechenden Arbeiten über den Zusammenhang zwischen optischen und elektromagnetischen Erscheinungen“. Lorentz argumentierte in der Nobelrede ganz im Sinne seiner Äthervorstellungen, weshalb er einleitend auch gleich feststellt:

„Über die wägbare Materie werde ich sehr wenig zu sagen haben, dafür aber umso mehr über den Äther und Elektronen.“

1903 wurde Lorentz als korrespondierendes Mitglied in die Académie des sciences in Paris (seit November 1910 associé étranger) und 1905 in die Königlich Preußische Akademie der Wissenschaften aufgenommen. 1906 wurde er Mitglied der Akademie der Wissenschaften zu Göttingen und der National Academy of Sciences. 1908 hielt er einen Plenarvortrag auf dem Internationalen Mathematikerkongress in Rom (Le partage de l’énergie entre la matière pondérable et l’éther). 1910 wurde er korrespondierendes und 1925 Ehrenmitglied der Russischen Akademie der Wissenschaften. 1912 wurde er in die American Academy of Arts and Sciences, 1919 in die Königliche Akademie von Belgien und 1920 zum Ehrenmitglied (Honorary Fellow) der Royal Society of Edinburgh gewählt.
Lorentz wurde 1919 zum Leiter des Komitees ernannt, das im Rahmen der Planung des Abschlussdeichs der Zuiderzee dessen Auswirkungen auf die Gezeiten an der Nordseeküste und allgemein auf den Wasserspiegel in der Umgebung berechnen sollte. Insbesondere war unklar wie stark man die Deiche am Wattenmeer erhöhen musste mit Schätzungen von 15 cm bis 4 m. Die Maßnahmen waren notwendig, da es zuletzt 1916 zu katastrophalen Überschwemmungen gekommen war. Lorentz war zu Beginn seiner Untersuchung schon im Ruhestand (nur einmal in der Woche Montags fuhr er nach Leiden um eine Vorlesung über theoretische Physik zu halten) und schreckte anfangs vor der komplexen Aufgabe zurück. Wider Erwarten gelang es ihm aber das Problem so weit zu vereinfachen, dass Jo Thijsse (1893–1984) als menschlicher Rechner (Computer standen noch nicht zur Verfügung) die Kalkulation ausführen konnte. Lorentz hatte sich anfangs zwar auch an der numerischen Berechnung versucht, gab aber nach einigen Fehlern auf und überließ das Thijsse. Auch für diesen lag die numerische Berechnung an der Grenze des damals Machbaren. Die Fertigstellung des Abschlussdeichs (1933) erlebte Lorentz nicht mehr. Eines der Sperrwerke an der Zuiderzee trägt seinen Namen. Lorentz war 1918 bis 1926 in dem Projekt involviert und die ausgeführten theoretischen Berechnungen wurden durch jahrzehntelange Praxis nach dem Bau der Deiche bestätigt.
Lorentz war in der Internationalen Kommission für geistige Zusammenarbeit, einem Gremium des Völkerbundes, ab 1926 der Vorsitzende als Nachfolger von Henri Bergson.
Nach Hendrik Antoon Lorentz sind ein Mondkrater und der Asteroid (29208) Halorentz benannt. Die Lorentzsluizen, ein Tidesperrwerk im Abschlussdeich des IJsselmeers, wurden ebenfalls zu Ehren von Lorentz benannt.

## Relativitätstheorie

### Von Lorentz zu Einstein
Im Rahmen seiner Elektronentheorie entwickelte Lorentz das Konzept eines vollständig ruhenden Äthers, der von der Materie unbeeinflusst blieb. In diesem Modell war die Lichtgeschwindigkeit unabhängig von der Geschwindigkeit der Lichtquelle, da diese ausschließlich in Bezug zum Äther konstant war. Letzteres müsste allerdings dazu führen, dass relativ zum Äther bewegte Materie dem Licht entgegen- bzw. davonläuft („Ätherwind“). Dieser Effekt konnte jedoch experimentell nicht nachgewiesen werden (z. B. das Michelson-Morley-Experiment). Deshalb führte Lorentz 1892 die Annahme ein, dass bewegte Materie im Äther verkürzt wird (wobei dieselbe Hypothese 1889 von George Francis FitzGerald vorgeschlagen wurde). Die FitzGerald-Lorentzsche Kontraktionshypothese (Lorentzkontraktion) war für sich alleine jedoch ungenügend, um alle negativen Ätherwindexperimente zu erklären, weswegen Lorentz in mehreren Arbeiten (1892, 1895, 1899, 1904) die  Lorentz-Transformation entwickelte, wobei nicht nur die Längen, sondern auch die Zeitkoordinaten von der Position der bewegten Materie im Äther abhängig wurden („Ortszeit“). Diese war für Lorentz vorerst eine reine Hilfsvariable ohne physikalischen Gehalt, doch Henri Poincaré konnte 1900 zeigen, dass die Ortszeit genau dann entsteht, wenn bewegte Beobachter im Äther ihre Uhren mit Lichtsignalen synchronisieren. Poincaré war es auch, der die lorentzsche Theorie 1905 mathematisch vervollständigte.
Die lorentzsche Elektrodynamik bildete nun die Grundlage, auf der Albert Einstein die Spezielle Relativitätstheorie errichten konnte. Einstein (der die Arbeiten von Lorentz allerdings nur bis 1895 kannte) entfernte die grundlegende Asymmetrie in der lorentzschen Theorie: Einerseits gab es mit dem ruhenden Äther ein „absolutes“ bzw. bevorzugtes Bezugssystem, andererseits sprachen alle Experimente für die Gültigkeit des Relativitätsprinzips, was in der lorentzschen Äthertheorie nur mit Hilfshypothesen kompensiert werden konnte. Einstein erkannte nun, dass man nur die wesentliche Erkenntnis von Lorentz, nämlich die Unabhängigkeit der Lichtgeschwindigkeit von der Quelle, mit dem Relativitätsprinzip kombinieren müsse, um eine widerspruchsfreie Elektrodynamik bewegter Körper zu konstruieren. Einstein schrieb 1912:

„Es ist allgemein bekannt, dass auf das Relativitätsprinzip allein eine Theorie der Transformationsgesetze von Raum und Zeit nicht gegründet werden kann. Es hängt dies bekanntlich mit der Relativität der Begriffe ‚Gleichzeitigkeit‘ und ‚Gestalt bewegter Körper‘ zusammen. Um diese Lücke auszufüllen, führte ich das der H. A. Lorentzschen Theorie des ruhenden Lichtäthers entlehnte Prinzip der Konstanz der Lichtgeschwindigkeit ein, das ebenso wie das Relativitätsprinzip eine physikalische Voraussetzung enthält, die nur durch die einschlägigen Erfahrungen gerechtfertigt erschien (Versuche von Fizeau, Rowland usw.).“

Für einen „ruhenden“ Äther war somit kein Platz mehr. Wesentlich war dabei die Erkenntnis, dass es keine „wahre“ Zeit im Gegensatz zur „Ortszeit“ gibt, sondern jede Zeit in den verschiedenen Inertialsystemen als Zeit schlechthin angesehen werden kann. D. h., obwohl die lorentzsche Äthertheorie und die Spezielle Relativitätstheorie die Lorentz-Transformation gemeinsam haben und somit experimentell nicht unterschieden werden können, setzte sich das klare und durchsichtige Konzept von Einsteins Theorie bereits in den ersten Jahren nach 1905 gegenüber der mit Hilfshypothesen durchsetzten Theorie von Lorentz und Poincaré durch. Dessen ungeachtet werden die wesentlichen Leistungen von Lorentz für die Vorbereitung der Relativitätstheorie weiterhin gewürdigt, was sich darin zeigt, dass bedeutende Begriffe der Relativitätstheorie (wie Lorentz-Transformation, Lorentz-Kontraktion, Lorentz-Invarianz etc.) weiterhin seinen Namen tragen.

### Stellung zur speziellen Relativitätstheorie
Nach Einstein und Poincaré brachte auch Lorentz 1906 (veröffentlicht 1909) seine Theorie auf einen Stand, auf dem sie in allen Belangen experimentell äquivalent zur Relativitätstheorie wurde. Dabei gab Lorentz zu, dass Einsteins Relativitätsprinzip eine große Errungenschaft sei, mit welcher viele Ergebnisse der Theorie sehr einfach gewonnen werden können, während Lorentz dieselben Ergebnisse nur durch umständliche Ableitungen aus der elektromagnetischen Theorie gewinnen konnte. Trotzdem hielt Lorentz an der Idee eines absoluten Äthers und einer absoluten Gleichzeitigkeit fest und behauptete, dass das Postulat der Lichtkonstanz möglicherweise eine zu große Einschränkung für die Forschung darstellen könnte. Doch eine scharfe Kritik an der Relativitätstheorie (außer diesen vorsichtig formulierten Bemerkungen) wurde von Lorentz niemals geübt – denn da seine Theorie und die Relativitätstheorie experimentell nicht unterscheidbar sind, sei es seiner Meinung nach bloße „Geschmackssache“, zu welcher der beiden Theorien man sich bekennt. In seinen Veröffentlichungen behandelte er beide Auffassungen durchaus gleichberechtigt, und zeigte ein tiefes Verständnis für die Kinematik der Relativitätstheorie. So demonstrierte er die Widerspruchsfreiheit der Symmetrie der relativistischen Effekte in Vorlesungen zwischen 1910 und 1912 (veröffentlicht 1929):

„Das Verhalten der Maßstäbe und Uhren, ihre Verkürzungen, bzw. ihr Langsamergehen bei einer Translationsbewegung gibt bei oberflächlicher Betrachtung zu einem merkwürdigen Paradoxon Anlaß, das sich aber bei genauerem Zusehen widerlegen läßt.“

Beispielsweise können zwei relativ zueinander bewegte Beobachter behaupten, dass die Maßstäbe des jeweils anderen kürzer sind. Die Beurteilung der Stablänge beruht nun darauf, dass die Enden der Stäbe gleichzeitig gemessen werden. Wenn berücksichtigt wird, dass die Beurteilung der Gleichzeitigkeit in jedem System unterschiedlich ausfällt, und man genau berücksichtigt, wo und wann im jeweiligen System die Messungen der Endpunkte durchgeführt werden, fällt laut Lorentz der Widerspruch fort. Dasselbe gilt für die Zeitdilatation: Wenn jeder behauptet, dass die Uhr des jeweils anderen langsamer geht, so ist das deswegen möglich, weil zur Messung der Dilatation einer bewegten Uhr immer zwei synchrone, ruhende Uhren benötigt werden. Jedoch aufgrund der Relativität der Gleichzeitigkeit können die Uhren aus Sicht des anderen Systems keinesfalls als synchron gelten. Somit können beide Paradoxien im Sinne der Relativitätstheorie leicht aufgelöst werden und in weiteren Vorlesungen (gehalten 1913, veröffentlicht 1914), konnte Lorentz, wie vor ihm bereits Paul Langevin (1911) und Max von Laue (1913), das sogenannte Uhrenparadoxon (Zwillingsparadoxon) auflösen. Er zeigte, dass eine Uhr, die sich vom Ursprungsort entfernt und dann wieder zurückkehrt, gegenüber einer zurückgebliebenen Uhr nachgeht, wobei auch die Sicht der bewegten Uhr mit Hilfe des Doppler-Effektes dargestellt werden konnte.

### Stellung zur allgemeinen Relativitätstheorie
Darüber hinaus war Lorentz einer der wenigen, die Einstein bei seiner Arbeit unterstützten, eine allgemeine Relativitätstheorie zu formulieren. So veröffentlichte Lorentz 1915 eine Arbeit, in welcher er versuchte, die zu diesem Zeitpunkt vorliegende einsteinsche „Entwurf-Theorie“ mit dem Hamiltonschen Prinzip zu verbinden. Und nachdem Einstein schließlich die allgemeine Relativitätstheorie vollendet hatte, gratulierte ihm Lorentz und veröffentlichte eine Reihe von Arbeiten (1916–1917), welche wichtige Beiträge zur weiteren Entwicklung der Theorie beinhalteten. So war Lorentz der Erste, der die allgemeine Relativitätstheorie auf eine koordinatenfreie, geometrische Weise formulieren wollte, was ihm allerdings nicht vollständig gelang.
Trotz allem blieb Lorentz weiterhin bei seiner Vorstellung eines ruhenden Äthers und meinte in einem Brief an Einstein, dass ein solcher Äther durchaus mit der allgemeinen Relativitätstheorie verträglich sei. In seiner Antwort erklärte Einstein, dass man zwar das Gravitationsfeld der allgemeinen Relativitätstheorie als Äther bezeichnen könne, dieser sei jedoch kein stofflicher Äther der klassischen Physik, der einen Bewegungszustand besitze. Einstein führte dies weiter in einigen semi-populären Arbeiten, wie z. B. einer Rede 1920 zu Ehren von Lorentz in Leiden. Da der Ausdruck „Äther“ bei Einstein lediglich als eine andere Bezeichnung für das Gravitationsfeld der allgemeinen Relativitätstheorie diente, konnte sich dieser Begriff in der modernen Physik nicht durchsetzen.

### Lorentz und Einstein

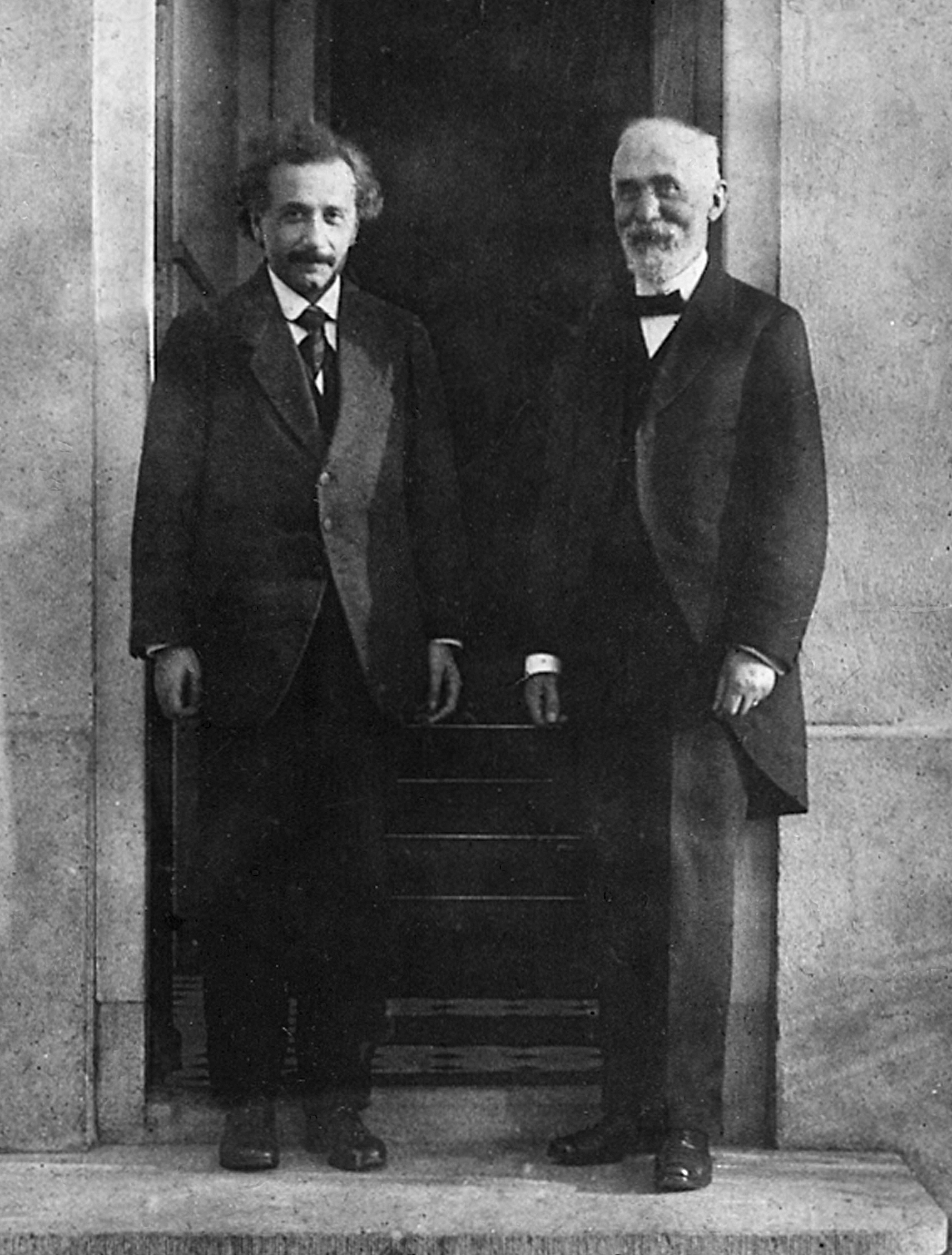
Lorentz und Einstein, fotografiert von Paul Ehrenfest vor seinem Haus in Leiden (1921)

Lorentz und Einstein hegten von Beginn an eine große Wertschätzung füreinander, wie nicht nur aus den veröffentlichten Arbeiten, sondern auch aus ihrer intensiven Korrespondenz zu ersehen ist. So würdigte Lorentz die großen Leistungen Einsteins und schlug ihn 1912 als Nachfolger für seinen Lehrstuhl an der Universität Leiden vor. Umgekehrt erblickte Einstein in Lorentz geradezu eine väterliche Figur. Er schrieb über Lorentz:

„1909: Ich bewundere diesen Mann wie keinen anderen, ich möchte sagen, ich liebe ihn.

1928:  Die enorme Bedeutung seiner Arbeit liegt darin, dass sie die Grundlage der Theorie der Atome und der speziellen und allgemeinen Relativitätstheorie bildet. Die spezielle Theorie war eine detailliertere Darlegung der Ideen, die sich in Lorentz’ Forschungen von 1895 finden.

1954: Dass er diesen Schritt zur speziellen Relativitätstheorie nicht machte lag einfach darin, dass es für ihn psychologisch unmöglich war, auf die Realität des Äthers als eines materiellen Dinges (Trägers des elektromagnetischen Feldes) zu verzichten. Wer diese Zeit miterlebt hat, begreift es.“

Und Lorentz ließ keinen Zweifel daran, dass Einstein der Begründer der Relativitätstheorie ist:

„1914 (Brief an Einstein): Ich spürte die Notwendigkeit einer allgemeineren Theorie, die ich später [1904] zu entwickeln versuchte und die Sie (und in geringerem Masse Poincaré) formulierten.

1928: Ich betrachtete meine Zeittransformation nur als eine heuristische Arbeitshypothese. Die Relativitätstheorie ist also allein Einsteins Arbeit. Und es kann keinen Zweifel geben, dass er sie gefunden hätte, selbst wenn die Arbeit all seiner Vorgänger zur Theorie dieses Gebietes überhaupt nicht getan worden wäre. Seine Arbeit ist in diesem Sinne unabhängig von den vorherigen Theorien.“

## Veröffentlichungen
Bücher von Lorentz:
- Collected Papers, 9 Bände. Nijhoff, Den Haag 1934–1939
- Selected Works, Nieuwerkerk/Ijssel: Palm Publ., mehrere Bände (Band 5 von 1987)
- Abhandlungen über theoretische Physik, Band 1, Leipzig: Teubner, 1907
- Anne J. Kox (Hrsg.): The Scientific Correspondence of H.A. Lorentz. Band 1. Springer Verlag, 2008
- Vorlesungen über theoretische Physik an der Universität Leiden. Akademische Verlagsgesellschaft, Leipzig:
  - Band 1: Theorie der Strahlung, 1927 (Bearbeiter A. D. Fokker)
  - Band 2: Kinetische Probleme, 1928
  - Band 3: Äthertheorien und -modelle, 1929
  - Band 4: Die Relativitätstheorie für gleichförmige Translationen (1910–1912), 1929 (Bearbeiter A. D. Fokker, Hermann Stücklen)
  - Band 5: Die Maxwellsche Theorie (1900–1902), 1931 (Bearbeiter Hendrik Bremekamp)
  - Englische Ausgabe: Lectures on theoretical physics. Macmillan, Band 1, 1927 (Aether theories and Aether models, Kinetic Theory), Band 1 – Internet Archive
- Lehrbuch der Physik zum Gebrauche bei akademischen Vorlesungen, Band 1,2. Barth, Leipzig 1906/07 (Übersetzer Georg Siebert nach der 4. Auflage), Band 1 – Internet Archive, Band 2 – Internet Archive
- Lehrbuch der Differential- und Integralrechnung nebst einer Einführung in andere Teile der Mathematik, mit besonderer Berücksichtigung der Bedürfnisse der Studierenden der Naturwissenschaften. Teubner, Leipzig 1915 (später von Georg Joos, Theodor Kaluza bearbeitet als Höhere Mathematik für den Praktiker. Barth, Leipzig), archive.org
- Over de theorie der terugkaatsing en breking van het licht: academisch proefschrift. Arnheim 1875 (Dissertation von Lorentz in Leiden), archive.org
- Versuch einer Theorie der electrischen und optischen Erscheinungen in bewegten Körpern. E.J. Brill, Leiden 1895., Nachdruck Teubner 1906, archive.org
- Sichtbare und unsichtbare Bewegungen: Vorträge auf Einladung des Vorstandes des Departements Leiden der Maatschappij tot nut van’t Algemeen im Februar und März 1901 gehalten. Vieweg 1902
- Ergebnisse und Probleme der Elektronentheorie: Vortrag, gehalten am 20. Dezember 1904 im Elektrotechnischen Verein zu Berlin. Springer Verlag, 1906
- Das Relativitätsprinzip. Drei Vorlesungen gehalten in Teylers Stiftung zu Haarlem (1913). B.G. Teubner, Leipzig/Berlin 1914. (Bearbeiter Willem Hendrik Keesom)
- The theory of electrons and its applications to the phenomena of light and radiant heat. B.G. Teubner, Leipzig & Berlin 1916 (Online).
- Otto Blumenthal, Arnold Sommerfeld (Hrsg.): Einstein, Minkowski, Lorentz Das Relativitätsprinzip. Teubner, 5. Auflage 1923 und Neuauflagen, Wissenschaftliche Buchgesellschaft, Darmstadt, 9. Auflage, 1990, darin von Lorentz:
  - Der Interferenzversuch Michelsons. In: Versuch einer Theorie der electrischen und optischen Erscheinungen in bewegten Körpern. Brill, Leiden 1895, Paragraph 89–92
  - Elektromagnetische Erscheinungen in einem System, das sich mit beliebiger, die des Lichtes nicht erreichender Geschwindigkeit bewegt. Deutsche Übersetzung von: Electromagnetic phenomena in a system moving with any velocity smaller than that of light. In: Proc. Acad. Sci., Band 6, Amsterdam 1904, S. 809.
  - Das Relativitätsprinzip und seine Anwendung auf einige besondere physikalische Erscheinungen. In: Alte und Neue Fragen aus der Physik. Vorträge gehalten in Göttingen 24.–29. Oktober 1910 (ausgearbeitet von Max Born), Physikalische Zeitschrift, Band 11, 1910
- Problems of modern physics; a course of lectures delivered in the California Institute of Technology. Ginn and Company, Boston 1927 (Hrsg.: Harry Bateman)
- The Einstein Theory of Relativity. A concise statement. Brentano’s, New York 1920, archive.org
- Karl Przibram (Hrsg.): Schrödinger, Planck, Einstein, Lorentz: Briefe zur Wellenmechanik. Springer, Wien 1963

Einige Aufsätze und Buchbeiträge:
- De door Hall ontdekte werking van een magneet op een electrischen stroom en de electromagnetische draaiing van het polarisatievlak van het licht (= Versl. Kon. Ak. Wet. Band 19, Nr. 2). Müller, Amsterdam 1883, S. 217–248.
- La Théorie electromagnétique de Maxwell et son application aux corps mouvants. In: Archives néerlandaises des sciences exactes et naturelles. Band 25, 1892, S. 363–552 (archive.org).
- Simplified Theory of Electrical and Optical Phenomena in Moving Systems, Proceedings of the Royal Netherlands Academy of Arts and Sciences, 1899; 1, S. 427–442.
- Considerations on Gravitation, Proceedings of the Royal Netherlands Academy of Arts and Sciences, 25. April 2, 1900, S. 559–574.
- Electromagnetic phenomena in a system moving with any velocity smaller than that of light, Proceedings of the Royal Netherlands Academy of Arts and Sciences, 6, 1904, S. 809–831.
- Abhandlungen über Theoretische Physik. B.G. Teubner, Leipzig 1892, Die relative Bewegung der Erde und des Äthers, S. 443–447.
- Über die scheinbare Masse der Ionen. In: Physikalische Zeitschrift. Band 2, Nr. 5, 1900, S. 78–80.
- Weiterbildung der Maxwellschen Theorie. Elektronentheorie. In: Encyclopädie der mathematischen Wissenschaften. Band 5, Nr. 2, 1904, S. 145–288 (uni-goettingen.de).
- Deux Mémoires de Henri Poincaré sur la Physique Mathematique. In: Acta Mathematica. Band 38, 1915, S. 293–308, doi:10.1007/BF02392073.
  - Nachdruck in Poincaré, Oeuvres tome XI, S. 247–261.
- Conference on the Michelson-Morley Experiment. In: The Astrophysical Journal. Band 68, 1928, S. 345–351, bibcode:1928ApJ....68..341M.

1907 gab Lorentz die Abhandlungen von Christian Doppler für Ostwalds Klassiker in Leipzig heraus.